# Refugiados da Líbia
Refugiados da Líbia são cidadãos, predominantemente líbios, que fugiram ou foram expulsos de suas casas no decorrer da Crise Líbia de dentro das fronteiras da Líbia para os países vizinhos, Tunísia, Egito e Chade, bem como para os países europeus através do Mediterrâneo. A maioria dos refugiados líbios são árabes e berberes, embora muitas das outras etnias que vivem temporariamente na Líbia tenham origem na África Subsaariana.  Esses grupos também estavam entre as primeiras ondas de refugiados a deixar o país. O número total de refugiados líbios foi estimado em cerca de um milhão em junho de 2011 e a maioria retornou após o fim da Guerra Civil Líbia de 2011. Em janeiro de 2013, havia 5.252 refugiados originários da Líbia, juntamente com 59.425 deslocados internos registrados pela ACNUR. 

A falta de um governo reconhecido e estável e com o controle do território, causada pela queda de do regime líbio, desencadeou, entre os muitos efeitos devastadores, um aumento de fluxos de migrações para o Sul da Europa. Por conta da Guerra Civil da Líbia muitas pessoas tiveram que sair do seu próprio país como refugiado. A emergência dos trabalhadores imigrados na Líbia que fugiam da guerra e das perseguições segue até hoje e uma outra forma de fuga é aquela das vítimas do trabalho escravo.  São pessoas que após terem sido utilizadas como mão de obra gratuita, ou seja, obrigadas a trabalhar nos campos, nas casas, nas empresas, por exploradores líbios, são forçados a deixar o país através do tráfico dos navios.   

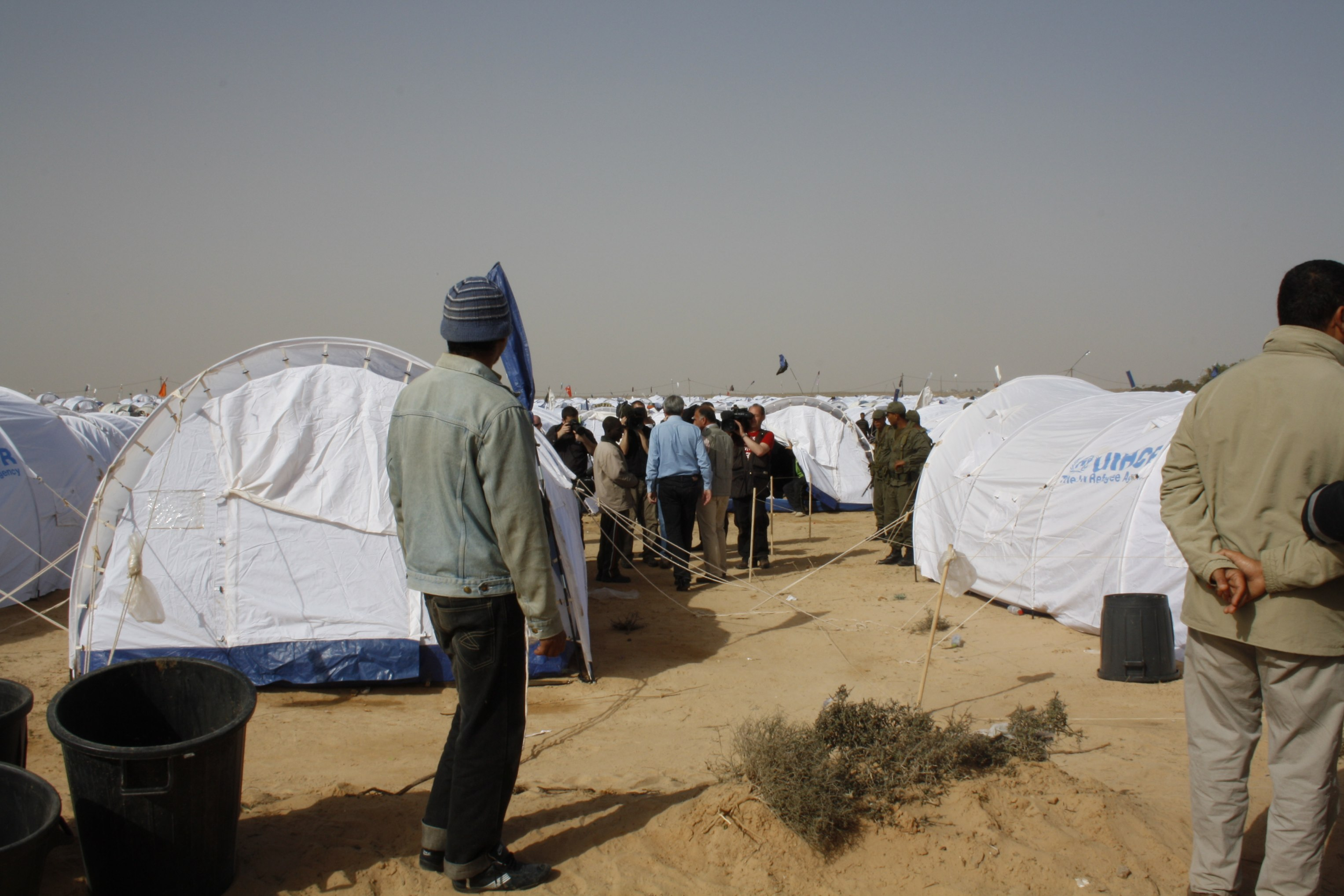
Campo de refugiados na Tunísia próximo da fronteira da Líbia

As histórias dos refugiados são semelhantes entre si: longos percursos para trabalhar ou embarcar rumo à Europa; maus-tratos, exploração, violências, tráfico de seres humanos são as experiências compartilhadas. 
Há exatos dez anos, a morte de Muammar Kadafi foi classificada pelo então secretário-geral da Organização do Tratado do Atlântico Norte (Otan), Anders Fogh Rasmussen, como o fim do "regime do medo". Ele governava a Líbia há cerca de quatro décadas. Justamente no mês em que se completa a primeira década sem sua liderança, o país está sendo alvo de uma série de denúncias de organizações internacionais dedicadas a causas humanitárias. Trata-se de uma reação à escalada de detenções e violência que mantém migrantes e refugiados sob a atmosfera do medo. 
Situada no norte africano e separada da Itália pelo Mar Mediterrâneo, a Líbia é uma rota escolhida para muitos indivíduos que sonham em chegar à Europa. Vulneráveis, eles podem se tornar vítimas das máfias de tráfico de pessoas, que vendem uma perigosa travessia em embarcações inapropriadas e superlotadas.  

## Médicos Sem Fronteiras
Entre as organizações preocupadas com a situação estão os Médicos Sem Fronteiras (MSF), que atuam em diversos lugares do mundo combinando socorro médico e ações em favor das populações em risco. Em 5 de maio de 2019, eles divulgaram nota onde afirmam que pelo menos 5 mil pessoas foram presas arbitrariamente na capital Trípoli desde o início de outubro. Dessa forma, o número de migrantes e refugiados mantidos em centros de detenção pelas forças de segurança do governo teria triplicado em apenas cinco dias. Muitas delas estariam necessitando urgentemente de cuidados médicos.
 

Denúncias feitas pela coordenadora operacional de MSF para a Líbia, Ellen van der Velden, são citadas na nota.  
“Estamos vendo as forças de segurança tomarem medidas extremas para deter arbitrariamente pessoas mais vulneráveis, que estão em condições desumanas em instalações superlotadas. Famílias inteiras de migrantes e refugiados que vivem em Trípoli foram capturadas, algemadas e transportadas para vários centros de detenção. No processo, elas foram feridas e até mortas, famílias foram divididas e suas casas foram reduzidas a pilhas de escombros”.
Diante da insegurança, as equipes de MSF não estão conseguindo oferecer serviços de saúde por meio de clínicas móveis para migrantes vulneráveis e refugiados que necessitam de cuidados. As incursões também teriam afetado a capacidade das pessoas de se locomoverem livremente pela cidade e buscarem atendimento nas unidades de saúde, já que aqueles que não foram presos estariam com medo de sair de casa. 
Segundo o Acnur, mais de 5 mil refugiados já foram levados para centros de detenção em condições de superlotação e insalubridade. As denúncias também dão conta de que casas demolidas abrigavam famílias com crianças. A entidade informa ainda que tem ocorrido aumento no número de requerentes de asilo, apelando para a evacuação do país.
"A suspensão dos voos humanitários levou vários países a informar ao Acnur que não podem mais receber pedidos de reassentamento adicionais da Líbia para 2021. No total, espera-se que quase mil vagas de reassentamento não sejam preenchidas pela Líbia ou por meio dos Mecanismos de Trânsito de Emergência (ETM) em Ruanda e Níger. O ETM permite que o Acnur retire as pessoas da Líbia e, em seguida, processe suas reivindicações por soluções de longo prazo", acrescenta a declaração de Gharaibeh,diretor do escritório do Alto Comissariado da ONU para os Refugiados (Acnur) para o Oriente Médio e o Norte da África.  
Em 2019, equipes de Médicos Sem Fronteiras (MSF) na Líbia observaram um aumento acentuado no número de pessoas mantidas em centros de detenção em Misrata e Khoms, após uma série de desembarques na costa da Líbia. Refugiados, migrantes e requerentes de asilo vulneráveis foram interceptados ou resgatados no mar e trazidos de volta à Líbia, violando o direito internacional.  

## Centros de detenções/ História de refugiados e migrantes

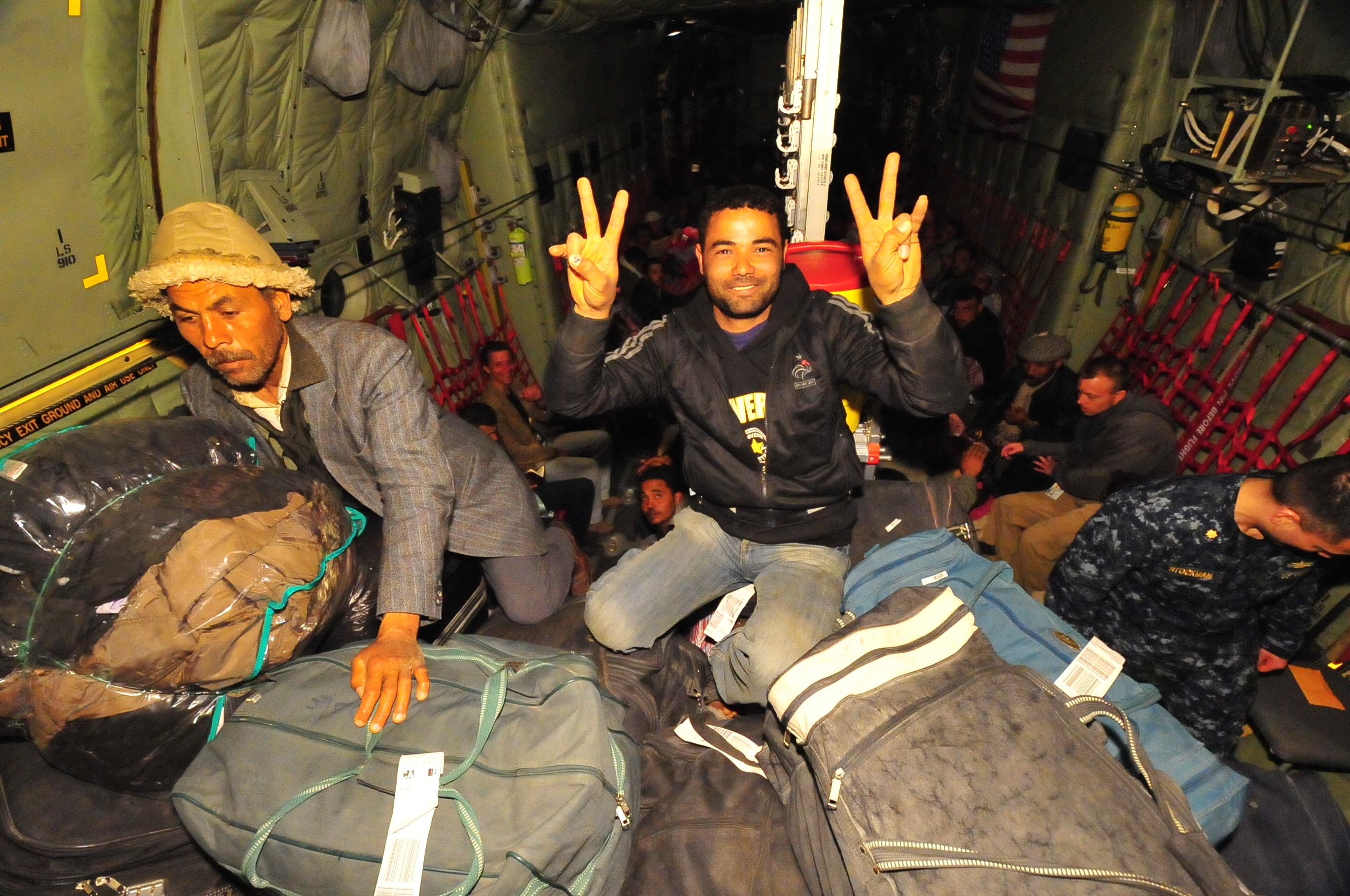
Refugiados egípcios comemoram a decolagem de seu C-130J da Força Aérea dos Estados Unidos de Djerba, na Tunísia. Esses homens fugiram para a Tunísia devido à violência e instabilidade na Líbia

Um dos testemunhos dados por voluntários do MSF diz que havia uma mulher na sala de emergência do Hospital Universitário de Trípoli, mas os médicos se recusavam a tratá-la, porque ela não tinha documentos. Eles a levaram para a clínica de referência e a transferiram para a terapia intensiva quase imediatamente. Sua condição era grave e ela precisava de diálise, mas MSF não tinha uma máquina de diálise e não conseguiram descobrir uma forma de ela conseguir receber esse tratamento no hospital. Depois de alguns dias, ela faleceu. Nunca souberam de onde ela era ou quem ela era. Não podiam nem ligar para a família dela para contar que ela havia morrido. 
Muitos refugiados e migrantes na Líbia, senão a maioria, não possuem direitos. Eles não podem levar uma vida normal. Se você for atacado por criminosos, não pode ir à polícia, porque eles podem acabar prendendo você. Se o seu empregador decidir não te pagar, não há nada que você possa fazer. Ao voltar do trabalho para casa, cansado e frustrado, você pode ser preso e levado a um centro de detenção. 

Essa condição é exemplificada pelo relato de Hasan, de 17 anos a Bianca Benvenuti, gerente de relações institucionais de MSF para a Líbia:
"Eu já viajei por muitos lugares na África, mas nunca vi um homem branco ser tratado como os brancos [líbios] tratam os negros aqui na Líbia ou no mar. Comemos no chão, no próprio chão onde dormimos, na mesma sala onde vamos ao banheiro. É nojento. Que pessoa forçaria outra a viver assim?”. Suas mãos estão tão secas que a pele está descascando. Eu pergunto a ele o que aconteceu e ele me diz que é devido ao trabalho manual árduo. Ele veio à Líbia para trabalhar, para enviar dinheiro de volta para casa e ajudar sua família. Infelizmente, muitas vezes no último ano ele trabalhou e não foi pago. Ele me disse que não se sentia seguro nem onde morava. Ele diz que dorme totalmente vestido porque os criminosos vêm roubá-los à noite. Para pessoas como Hasan, a Líbia não tem lei. 
Benvenuti também diz:
Já ouvi histórias semelhantes muitas vezes, especialmente nos bairros de Trípoli, onde refugiados e migrantes tentam levar uma vida normal. Gangues criminosas e milícias visam sistematicamente essas comunidades. Não há muito o que roubar, mas as pessoas costumam nos dizer que você pode ser morto até por causa de um celular. O medo é um sentimento comum. Osman compartilhou isso comigo na primeira vez que o conheci. Ele é um menino com um grande sorriso. Deixou a Somália por causa da guerra. Ele estava procurando um lugar mais seguro e decidiu viajar para a Europa. Mas na noite em que ele esperava para embarcar em um dos barcos que não podiam navegar em Trípoli, a polícia invadiu a casa do contrabandista. Eles perseguiram Osman e ele caiu do primeiro andar do edifício. Desde então, não consegue mais andar. Agora, ele está preso em um prédio abandonado em Gargaresh, em uma pequena sala escura que mais parece uma caverna. "Quando os ladrões chegam, todo mundo foge, mas tudo o que posso fazer é me esconder debaixo dos cobertores, esperando que eles não me vejam." 
Hasan e Osman, como muitos outros, decidiram cruzar o mar Mediterrâneo. Junto com mais de 15 mil pessoas, em 2020 e 2021, eles foram interceptados pela guarda costeira da Líbia e devolvidos à força para lá, onde muitos foram presos em centros de detenção. 

Sobre os detidos, Benvenuti diz
Os detentos se agacham em longas filas, seus calcanhares não tocam o chão, suas costas ficam dobradas e seus olhos, voltados para baixo. Há cerca de 150 pessoas na minha frente, mas elas parecem ocupar um espaço tão pequeno. Ao olhar para essas pessoas, lembro-me de que uma vez alguém me disse que é um gesto muito político olhar um migrante nos olhos. Isso lhes devolve sua humanidade. Naquele momento, acho que ela estava certa. Muitas das pessoas com quem falei haviam perdido todas as esperanças. Eles se sentiram como se estivessem presos em um ciclo, sem soluções, sem escolhas e sem opções. Eles não podiam ir para casa, não podiam ficar no centro de detenção e serem tratados assim, não podiam ficar na Líbia e não podiam chegar à Europa. Eles tentaram e foram interceptados todas as vezes. 
Sobre os sobreviventes de naufrágios Benvenuti relata:
Eu conheci um grupo um dia; eles eram sobreviventes de um naufrágio. Falei com um homem que havia perdido o irmão naquela noite. "Por favor, convença os guardas a me deixarem ligar para minha mãe", disse ele. “Tenho certeza de que ela pensa que eu também estou morto; eu preciso que ela saiba que eu sobrevivi." 